# Lasja Sjavdatuasjvili
Lasja Sjavdatuasjvili (georgiska: ლაშა შავდათუაშვილი), född 31 januari 1992 i Gori, Georgien, är en georgisk judoka.
Sjavdatuasjvili representerade sitt land vid de olympiska sommarspelen 2012 i London i 66-kilosklassen. Han tog sig till final den 29 juli där han i finalen besegrade ungraren Miklós Ungvári och därmed vann landets första OS-guld i 2012 års olympiska sommarspel.
Vid olympiska sommarspelen 2016 i Rio de Janeiro tog han en bronsmedalj i lättvikt. Vid olympiska sommarspelen 2020 i Tokyo tog Sjavdatuasjvili silver i lättvikt efter en finalförlust mot japanska Shohei Ono.